# Klupci Začretski
 Klupci Začretski falu Horvátországban Krapina-Zagorje megyében. Közigazgatásilag Sveti Križ Začretjéhez tartozik.

## Fekvése
Zágrábtól 30 km-re északnyugatra, községközpontjától 3 km-re nyugatra a Horvát Zagorje területén fekszik..

## Története
A településnek 2001-ben 130 lakosa volt.

## Nevezetességei
Szűz Mária tiszteletére szentelt kápolnája a 17. században épült, az 1639-es egyházlátogatás említi először. Az egyhajós, két boltszakaszból álló templom szentélye délre néz. A sekrestye a szentély a keleti oldalához csatlakozik. A templom alaprajza hosszúkás téglalap, amelynek oldalai nem párhuzamosak, szűkebb szentélye pedig három oldallal záródik. Főoltárát az 1720-as években készítették, két késő klasszicista mellékoltárát Jakov Bizjak krapinai szobrászművész készítette a 19. században Doris Baričević adományából. A templomban található oltárok mellett két gyóntatószék is van, amelyek közül az egyik rendkívül ritka tipológiai stílusjellemzőkkel rendelkezik, a 18. század végének klasszicista stílusában készült.